# 1,3-二甲基丙撑脲
1，3-二甲基丙撐脲（英語：1,3-Dimethyl-3,4,5,6-tetrahydro-2(1H)-pyrimidinone，DMPU）是為一種強極性非質子溶劑，可與水及多種有機溶劑混溶；高沸點、高閃點及低熔點特性使其可運用於諸多工業程序中；本化學品具低毒性且對於皮膚滲透力強，同1,3-二甲基-2-咪唑啉酮可作為藥物載體，另具有優越之化學穩定性及超強溶解能力，對於諸多有機及無機化合物乃至部分聚合物均可輕鬆溶解，於熱強酸及強鹼中仍不起反應。

## 用途

### 反應溶劑
同DMI，DMPU具強極性及化學穩定性，可作為反應介質溶劑，於工業生產中可代替具致癌性之六甲基磷酰胺。

### 藥物載體
DMPU低毒性且能溶解多種藥物使之能經皮膚吸收，故可作為藥物載體使用；混合DMPU及藥物配成藥劑可增強該藥物之穩定性及經皮膚吸收能力並延長該藥物作用時間。

## 外部連結
- 化工词典（页面存档备份，存于）